# عبد الله عوبل
عبد الله عوبل سياسي يمني، وزير الثقافة اليمني السابق، هو الأمين العام لحزب التجمع الوحدوي اليمني.

## الوظائف السابقة
- أستاذ محاضر في جامعة عدن.
- تعين وزيراً للثقافة في حكومة باسندوة 7 ديسمبر 2011م - سبتمبر 2014.[1]